# Saint-Laurent-de-la-Cabrerisse
Saint-Laurent-de-la-Cabrerisse è un comune francese di 787 abitanti situato nel dipartimento dell'Aude nella regione dell'Occitania.

## Società

### Evoluzione demografica
Abitanti censiti